# 1975 în informatică
- 1974 în informatică — 1975 în informatică — 1976 în informatică

1975 în informatică a însemnat o serie de evenimente noi notabile:

## Premiul Turing
- Allen Newell și Herbert Simon